# Contea di Washington (Minnesota)
La contea di Washington (in inglese Washington County) è una contea dello Stato del Minnesota, negli Stati Uniti. La popolazione al censimento del 2000 era di 201 130 abitanti. Il capoluogo di contea è Stillwater.